# پست کرواسی
پست کرواسی (انگلیسی: Hrvatska pošta) شرکت دولتی پست کرواسی است، که در سال ۱۹۹۹ تأسیس شد.